# Ephesia fumiplaga
Ephesia fumiplaga là một loài bướm đêm trong họ Noctuidae.